# Альберик II (епископ Утрехта)
Альбе́рик II (Альфрик; нидерл. Alberik II, Alfric; умер 28 августа или 14 ноября 844) — епископ Утрехта (835/838—844).

## Биография
Альберик II происходил из знатной семьи, связанной родством с последним королём фризов Радбодом II. Его братом был святой Фредерик, которого фризские предания называли внуком по матери короля Альдгисла II.
Во время управления братом Утрехтской епархией Альберик был каноником кафедрального собора Утрехта. После смерти в 835 или в 838 году Фредерика, занять принадлежавшую ему кафедру было предложено святому Одульфу, много сделавшему для христианизации Фризии, но тот отказался, рекомендовав поставить в епископы Альберика, который, получив согласие императора Людовика I Благочестивого, и возглавил Утрехтскую епархию. Первый документ, в котором Альберик II назван епископом, датирован 23 марта 838 года. 30 апреля этого же года он принял участие в церковном соборе в Ахене.
В 842 году северное побережье Франкского государства подверглось новому нападению викингов, разграбивших несколько городов (включая Квентовик) и заставивших епископа Альберика II бежать из своей утрехтской резиденции, в которую он так и не вернулся до самой смерти.
Средневековые хроники описывают епископа Альберика как добродетельного и благочестивого человека, во всех достоинствах подобного своему брату Фредерику. Некрологи утрехтской епархии называют днём смерти Альберика II 28 августа или 14 ноября, но не называют года этого события. Так как его преемник на кафедре Утрехта, Эгинхард, упоминается в сане епископа 21 марта 845 года, то предполагается, что Альберик скончался в 844 году. Тело умершего епископа было перевезено в Утрехт и похоронено в церкви Синт-Сальватор. Сохранилась эпитафия, посвящённая Альберику II.